# アルジャーノンに花束を (2015年のテレビドラマ)
『アルジャーノンに花束を』（アルジャーノンにはなたばを）は、ダニエル・キイスの小説『アルジャーノンに花束を』を原作とした日本のテレビドラマ。2015年4月10日から6月12日まで毎週金曜日22時 - 22時54分に、TBS系の「金曜ドラマ」枠で放送された。主演は山下智久、脚本監修は野島伸司。
舞台は日本となっており、チャーリイに当たる人物の白鳥咲人の勤め先が花屋になるなど、一部変更が加えられている。
2015年度「第19回日刊スポーツ・ドラマグランプリ（GP）」の春ドラマ選考で4冠を達成した。作品賞のほか主演男優で山下智久、助演男優で窪田正孝、助演女優で栗山千明が1位だった。

## キャスト
（）は原作での該当人物
白鳥 咲人〈28〉（チャーリイ・ゴードン）
演 - 山下智久（幼少期:竜兆）
主人公。28歳だが、知能は6歳児並みの知的障がい者。職務態度は真面目で周囲の人間のからかいまで友情の証と受け取る人のいい青年だが、友達や自分の頭の弱さに関わる言葉を聞くと極度に落ち込んでしまうなど繊細な一面を持つ。あいこと愛嬌を掛けた「あいきょでしょ‼︎」が口癖。
母・窓花に喜んでほしい、みんなと対等になりたいという思いから賢くなりたいとずっと願っていたが、隆一に頼まれナンパをして来た際、その女性が柄の悪い男性と同伴していると知らずに声をかけ続けてしまう。男性から暴力を振るわれ道端でグロッキー状態になっていたところ、天才ネズミ・アルジャーノンと出逢ったことをきっかけに知的能力を向上させる脳手術の存在を知り後日、騙したことがバレて自分と檜山以外の同僚から袋叩きにあった柳川を助けられなかった事に自責の念を抱き手術を受けることを決意する。
手術を受けたことで車の運転免許を取得するなど充実した毎日を過ごしていたが、それまで理解出来なかった事実や自身の境遇を知り人を見下すようになる。しかし、遥香がそれに心を痛めて研究所を去ったことで他者を思いやることの大切さに気づき、周りとも以前より良好な関係を築けるようになる。その後は脳生理科学研究センターの研究員に所属し遥香と両想いになる。
梨央の病気の治療法を解明し、彼女の手術に成功するが、薬と手術の副作用で手術前の知能に戻ってしまう。その後は竹部を傷つけてしまった負い目から花屋には戻らず、「対等の友達」である柳川、檜山と共に海水浴場でハンバーガーショップを立ち上げ、呼び込みをしている姿が描かれている。
望月 遥香〈31〉（アリス・キニアン）
演 - 栗山千明
ヒロイン。脳生理科学研究センターの研究員。正義感が強く、心優しい性格。
咲人から「世界で一番好きな女の子」と好意を持たれていたが、蜂須賀に異性として好意を抱いていた。しかし知能の発達に伴って性格が変化した咲人を見て蜂須賀に疑問を持ち、研究所を退職。真心を取り戻し始めた咲人に惹かれ、両想いになる。咲人と共に脳生理科学研究センターに戻った後は彼とツーマンセルを組みALGの強化開発のプロジェクトを補佐する。
薬の副作用で咲人が元の知能に戻ってしまうことを知った際は、退行を止めるべく尽力するが、梨央の手術が成功した事を咲人に告げようとした際に、知能が手術前に戻っていた彼を見て悲しむ。
最終的に窓花の助言を踏まえ、咲人を想いつつ、全てを受け入れる覚悟ができるまで待つことを決める。
柳川 隆一〈25〉(ジョウ・カープ)
演 - 窪田正孝
咲人の同僚。頭も良く仲間内の中心的存在で、その気になれば仕事の能力も高いが、世間に対してどこか斜に構えた投げやりな態度をしている。休憩中や仕事の合間には、頻繁にスマートフォンを使ってデイトレーディングに励んでいる。
父の浮気を機に買い物依存症になった母を助けるために詐欺に手を出し、刑務所に服役した過去を持つ。人のよい咲人を利用したり当たり散らしてしまうこともあったが、彼の持つ真っ直ぐな姿勢や明るさを認め、「対等の親友」として向き合っていく。
最終回で小久保の言葉を聞いて咲人の知能が元に戻ってしまったことを察し、檜山とともにドリームフラワーサービスを辞職。アルジャーノンの墓で彼を見つけた。その後は３人で海水浴場でハンバーガーショップを始め、接客を担当している。
檜山 康介〈24〉(ファニー・バートン)
演 - 工藤阿須加
咲人の同僚。無口で無愛想なため人からは敬遠されがちだが、実は非常に心優しい青年。
家族に暴力を振るう父に重傷を負わせてしまい服役。出所後に就職した。咲人とは寮で同室であり、当初は彼の幼さに呆れていたが、咲人の想いに触れる中で信頼を置くようになり、彼の知能が発達してからも気にかけている。
梨央に好意を抱いていたが、彼女の病気が咲人によって完治した事で彼女の幸せを願い、「逃げ込んでいた絵本は閉じられた」と別れることを選ぶ。その後ドリームフラワーサービスに訪れた小久保の言葉を聞き、咲人の知能が元に戻ったことを察して柳川とともに辞職。アルジャーノンが埋葬されている場所で咲人を見つけ、「対等の友達」として彼らと行動をともにすることを決意。3人で海水浴場でハンバーガーショップを立ち上げ、製造を担当している。
鹿内 大〈38〉
演 - 勝矢
咲人の同僚。班長で傷害の前科がある。普段は大らかで面倒見が良いが怒ると見境がつかなくなり、暴力的になってしまう。
神田 勇樹〈23〉
演 - 前田公輝
咲人の同僚。口の悪いお調子者で、鹿内ほどではないが短気。女好きでたびたび異性関係でトラブルを起こしてしまい、夜間外出を禁じられたことがある。
波田 光佑〈23〉
演 - 斎藤嘉樹
咲人の同僚。学生時代はいじめられっ子だったが、就職を機に髪を金髪にしてイメージチェンジした過去を持つ。
小久保 一茂〈23〉(バート・セルドン)
演 - 菊池風磨（Sexy Zone）
脳生理科学研究センターの研究者。研究センター側の咲人の同僚。ぼさぼさ頭とビン底眼鏡が特徴。アルジャーノンを可愛がる繊細さと周囲を常に皮肉る辛辣さを併せ持つ。
内気な性格から友達がなかなかできず、初めての友達であったアルジャーノンが死んだ際は解剖に唯一反対し、咲人とともに森へ行き彼の墓を作る。その後は莉央を救うためのプロジェクトの一員となり、手術の成功に貢献する。咲人の妹・花蓮に一目惚れし好意を抱く。
河口 梨央〈21〉
演 - 谷村美月
玲二の娘で興帝メディカル産業の社長令嬢。東京麗徳女子大学に通う女子大生。清楚で純真無垢。咲人に好意を抱く。
記憶喪失などの症状が出る「進行性要素性障害」という脳の障害を患っており、限られた時間の中で咲人との恋を成就させようとするが、病状が悪化し目を覚まさなくなる。しかし咲人ら開発チームの手術を受けて完治した。その後は檜山の言葉を受けて彼と決別し、自分の力で幸せを掴むことを決意する。
小出 舞〈21〉
演 - 大政絢
東京麗徳女子大学に通う女子大生。梨央の親友で同級生。意地っ張りでプライドが高く、周囲には刺々しい印象を与えるが内面は優しく多感なごく普通の女性である。玲二に頼まれ、脳に障がいを抱える梨央を見守っている。
父の失業をきっかけに家庭環境が悪化したことで、居場所を求めて夜の街を遊び歩く毎日を送っていた。梨央との関係もぎくしゃくしていたが、梨央のひたむきさと咲人らとの交流を経て梨央との友情が戻った。最終的に互いの幸せを願って決別した檜山と梨央を気遣い、柳川の提案で別れることを決断。憎まれ口を叩きながらも互いを想い合っている描写があった。
杉野 史郎〈41〉
演 - 河相我聞
脳生理科学研究センターの研究員。研究センター側の咲人の同僚。蜂須賀に次ぐ実力者だが、弱気で心配性な性格。蜂須賀の思想と才能についていけずに一時辞職していたが、人間的にも成長した咲人と交流する中で梨央を救うプロジェクトに加入。エピローグでは彼の依頼を受け、ALGを自分に投与しようとした蜂須賀を全員で説得した。
白鳥 久人（マット・ゴードン）
演 - いしだ壱成
咲人・花蓮の父。原作と異なり故人。高校の後輩である竹部が重病に侵された際、惜しみなく自身の腎臓を提供する。このことで余命宣告を受け、中学３年の咲人を竹部に預ける。
優しい性格で、咲人に障がいがあることを知ってからも彼の味方であり続けた。脳手術をうけた知的能力が上がったあとの咲人の前に残留思念という形で彼の前に現れ様々な事件に直面する咲人を何度も助け続ける。梨央の手術の成功を見届けた後、彼に笑顔を見せ本当の意味で成仏した。
白鳥 窓花（ローズ・ゴードン）
演 - 草刈民代
咲人・花蓮の母。非常に真面目な性格だが、咲人の持つ障がいを受け入れられず、冷たい態度を取ってしまう。花蓮の将来のために、咲人とは別れて暮らすという苦渋の決断をした。これらのことがきっかけで咲人は賢くなりたいと願うようになった。
しかし心の中では咲人を気にかけており、知能が発達した咲人と再会した際、過去の負い目と久人の一件から辛く当たってしまっていたが、遥香に頼まれ咲人を説得しに研究所を訪れた際、心の内を理解した咲人に感謝の言葉をかけられ涙を流す。彼が実家を去る直前には、手編みのマフラーをプレゼントした。
河口 玲二〈61〉
演 - 中原丈雄（特別出演）
大手製薬会社「興帝メディカル産業」社長で梨央の父。蜂須賀の研究センターとは親密で深いパイプを持ち、スポンサーとして多額の研究費を投じている。
竹部 順一郎〈45〉（アーサー・ドナー）
演 - 萩原聖人
下町にある花の配送「ドリームフラワーサービス」の社長。咲人たちが勤務している。咲人の父・久人は学生時代の先輩で、自らの過ちで腎臓を患った際、久人に提供してもらった過去を持つ。
後に障がいがある咲人や保護観察処分の柳川らを社員として受け入れ、仕事を通じて社会人として大切なことを教えている。
咲人に対しては久人と同様、知能は幼くてもありのままの彼を受け入れるべきと考えており、当初は知能向上の手術をさせることに懐疑的な考えを示し、再び家族と暮らせるようたびたび家に出入りしていた。それを知能が発達した咲人に誤解されたことで怒りに任せて彼を解雇するが、それ以後は気にしておらず、謝罪に訪れ全てを打ち明けた彼に新人と同室にしていた理由を明かし、笑顔で送り出す。
蜂須賀 大吾〈50〉（ジェイ・ストラウス博士）
演 - 石丸幹二
脳生理科学研究センター部長。研究センター側の咲人の上司。チームリーダーで、脳医学研究の第一人者。常に冷静沈着であり、人類の知能向上の研究にすべてを捧げている。
当初は咲人を被験者としてしか見ておらず、遥香への恋心を利用するなど手段を選ばなかったため、彼からは毛嫌いされていた。しかしアルジャーノンと咲人に異変が起きたことで自分の開発した薬・ALGに欠陥があると知り、咲人に謝罪。薬を強化開発するため協力する。一連の出来事を経てしだいに咲人との絆が芽生え、自身にとって何よりも大切な存在だと自覚し、どんなことがあっても無くしたくないかけがえのない存在となる。
咲人からは「もう一人の父」として尊敬されていたが、咲人の退行後は罪悪感から自身にALGを投与し、事実上の自殺を図る。しかし彼から事前に依頼を受けていた研究チームのメンバーに止められ、退行の治療や副作用の除去など、新たな研究を始める決心をした。
白鳥 花蓮（第6話 - ）（ノーマ・ゴードン）
演 - 飯豊まりえ
咲人の妹。窓花と二人暮らしで、咲人を見捨てたことに苦悩する彼女を支える。子供の頃は兄・咲人のことで友人から馬鹿にされていたため、彼を憎んでいた。現在は大人しい性格で、保育士を目指している。
小沼 由美子
演 - 松本若菜
脳生理科学研究センターの研究員。研究センター側の咲人の同僚の一人。辞職した遥香の後任として咲人のサポートに回る。時折咲人にアプローチをかけるも遥香が忘れられない彼からは拒否反応を示されていた。

## スタッフ
- 原作 - ダニエル・キイス / 小尾芙佐訳『アルジャーノンに花束を』（ハヤカワ文庫）
- 脚本監修 - 野島伸司
- 脚本 - 池田奈津子
- 音楽 - 千住明
- 主題歌 - ベット・ミドラー「ローズ」（アトランティック・レコード / ワーナーミュージック・ジャパン）
- 演出 - 吉田健、酒井聖博、松田礼人
- 編成・プロデューサー - 韓哲
- プロデューサー - 佐藤敦司
- 製作 - ドリマックス、TBS

## 放送日程
| 各話                                                      | 放送日  | サブタイトル                       | 演出     | 視聴率 |
| --------------------------------------------------------- | ------- | ---------------------------------- | -------- | ------ |
| 第1話                                                     | 4月10日 | 無垢な夢、愛友情がもたらす奇跡     | 吉田健   | 11.5%  |
| 第2話                                                     | 4月17日 | 対等な友情、親友のために溢れでる涙 | 吉田健   | 07.9%  |
| 第3話                                                     | 4月24日 | 超知能への手術！世界一好きな人の為 | 酒井聖博 | 08.8%  |
| 第4話                                                     | 5月01日 | 手術失敗!?あなたの為に起きて…奇跡  | 松田礼人 | 09.4%  |
| 第5話                                                     | 5月08日 | 輝く世界の果てに待つ愛奪われたキス | 吉田健   | 10.8%  |
| 第6話                                                     | 5月15日 | 孤独が天才を連れてくる…蓋された心  | 酒井聖博 | 07.4%  |
| 第7話                                                     | 5月22日 | 壊れる絆…全てを失っても愛に生きる  | 松田礼人 | 06.7%  |
| 第8話                                                     | 5月29日 | 最終章!儚い夢の終焉と最後の希望!   | 吉田健   | 07.8%  |
| 第9話                                                     | 6月05日 | 終幕…対等のトモダチとの永遠の別れ  | 酒井聖博 | 07.8%  |
| 最終話                                                    | 6月12日 | 奇跡のラスト〜私から僕への遺言     | 吉田健   | 07.2%  |
| 平均視聴率 8.6%（視聴率は関東地区、ビデオリサーチ社調べ） |         |                                    |          |        |